# Żeliszów
Żeliszów (alemán: Giersdorf) es una localidad del distrito de Bolesławiec, en el voivodato de Baja Silesia (Polonia). Se encuentra en el suroeste del país, dentro del término del municipio rural de Bolesławiec, a unos 11 km al sudeste de la localidad homónima, sede del gobierno municipal y capital del distrito, y a unos 99 al oeste de Breslavia, la capital del voivodato. En 2011, según el censo realizado por la Oficina Central de Estadística polaca, su población era de 548 habitantes. Żeliszów perteneció a Alemania hasta 1945.